# Daniela Nicolás
Daniela Elsa Nicolás Gómez (Copiapó, 26 de junio de 1992) es una actriz, locutora y presentadora de televisión chilena, conocida por su participación en telenovelas como Mamá mechona, Veinteañero a los 40 y Gemelas. Fue coronada Miss Universo Chile 2020 y ganó el derecho a representar a su país en Miss Universo 2020, celebrado el 16 de mayo de 2021.

## Biografía
Su primera aparición televisiva la tuvo en el año 2012 como parte del docureality Dash & Cangri. 
Luego, ingresó a estudiar odontología en la universidad. Más tarde se cambió a periodismo, carrera que suspendió en 2013 tras ser contratada como la nueva ficha juvenil del área dramática de Canal 13, donde debutó en el papel antagonista de Rebeca Lorenzini en la teleserie Mamá mechona. En 2014 ingresó a un taller de teatro en la Escuela de Teatro de Fernando González Mardones y posteriormente participó en la teleserie Veinteañero a los 40, donde interpretó a Gracia Montero. Además participó en Gemelas, donde dio vida a Sofía Echaurren. En 2018 fue anfitriona invitada en la serie Agenda Fox Sports Chile.
En 2020 ingresó a estudiar periodismo en la Universidad Andrés Bello y ese mismo año representó a la provincia de Copiapó en el concurso de belleza Miss Universo Chile, donde resultó ganadora. Así, representó a Chile en el concurso de Miss Universo 2020, no quedando entre las 21 semifinalistas.
Entre 2021 y 2022 fue panelista del programa Más Vivi que nunca, emitido por TV+.
Padece de artritis reumatoide juvenil.

## Filmografía
| Año       | Producción           | Personaje          | Papel      |
| --------- | -------------------- | ------------------ | ---------- |
| 2013-2014 | Mamá mechona         | Rebeca Lorenzini   | Antagónico |
| 2016      | Veinteañero a los 40 | Gracia Montero     | Secundario |
| 2017      | Wena profe           | Constanza Marshall | Secundario |
| 2019-2020 | Gemelas              | Sofía Echaurren    | Secundario |
| 2023      | Dime con quién andas | Katy               | Invitada   |